# Wong Shee Ping
Wong Shee Ping (em chinês: 黃樹屏; Kaiping, 1875 ou 1878 – Kaiping, 1948), também conhecido como Wong Yau Kung chinês: 黃右公/黃又公), foi um escritor chinês, editor de jornal, ativista político e pregador cristão.

## Biografia
Wong nasceu em Kaiping. Seu cartão de filiação ao Guomindang registrava o ano de nascimento como 1875, ao passo que sua certidão de casamento indicava 1878. Seu pai possuía interesses comerciais na Austrália, incluindo uma mina de ouro em Ballarat, e passava longos períodos fora do país, enquanto Wong e seus irmãos permaneciam em Cantão sob os cuidados da mãe.

### Migração para a Austrália
Em 1908, Wong estabeleceu-se em Melbourne, onde seu irmão administrava um restaurante chinês. Inicialmente, exerceu a função de tipógrafo no periódico Chinese Times, vindo posteriormente a integrar sua equipe editorial e, em 1914, assumir a editoria do jornal. Em 1911, fundou, juntamente com o republicano Lew Goot-Chee, a Liga da Jovem China na cidade de Melbourne. Mais tarde, transferiu-se para Sydney, onde exerceu a função de editor do Chinese Republic News nos anos de 1919 e 1920, bem como de uma nova fase do Chinese Times, a partir de 1920.
Durante a década de 1910, Wong percorreu regiões da Austrália Meridional e Ocidental com o objetivo de pregar e auxiliar na criação de filiais locais do Guomindang. À época, a comunidade chinesa da diáspora desempenhava um papel relevante na mobilização de apoio e na arrecadação de recursos em prol do partido.

### O Veneno da Poligamia
Em junho de 1909, o Chinese Times iniciou a publicação seriada de um "romance social" intitulado O Veneno da Poligamia, escrito em chinês clássico. A obra foi publicada em 53 partes entre 1909 e 1910. Embora tenha sido lançada anonimamente, os historiadores Mei-fen Kuo e Michael Williams, juntamente com o tradutor Ely Finch, identificaram Wong como seu autor durante os trabalhos de preparação da primeira tradução da obra para o inglês. À época da publicação, Wong integrava a equipe editorial do periódico.
O romance se desenrola em Cantão, Melbourne e nas regiões auríferas durante as corridas do ouro na era vitoriana, contendo críticas sociais voltadas tanto à sociedade chinesa quanto à australiana, abordando temas como a política da Austrália Branca, os direitos das mulheres, o matrimônio e outras questões de cunho social. Trata-se do mais antigo romance conhecido em língua chinesa publicado na Austrália — e, possivelmente, em todo o Ocidente.
A tradução para o inglês, realizada por Ely Finch, foi publicada pela Editora da Universidade de Sydney em 2019. Em 2023, a obra foi adaptada para o teatro pela dramaturga Anchuli Felicia King, em uma coprodução entre a La Boite, de Brisbane, e a Companhia de Teatro de Sydney.
Um segundo romance de autoria de Wong foi publicado em forma de folhetim no Chinese Times e no Chinese Republican News, nos anos de 1917 e 1919, sob os títulos posteriormente traduzidos como O Mundo dos Ladrões (no primeiro) e A Sombra do Detetive (no segundo). Um anúncio referente a esse segundo romance, veiculado no Chinese Times, confirmou Wong como o autor de O Veneno da Poligamia.

### Casamento e descendência
Em janeiro de 1923, Wong estabeleceu um matrimônio com Ellen Louisa (Cissie) Sam, na cidade de Melbourne. No mesmo ano, nasceu a única filha do casal, Maude Florence (Bonnie) Shee Ping. Em 1948, consta que Wong também era casado e possuía um filho residente em Kaiping.

### Últimos anos
Em 1924, Wong retornou à China como representante da Australásia na primeira conferência nacional do Guomindang. Foi nomeado por Sun Yat-sen  para integrar o Comitê Central de Propaganda do partido e passou a colaborar com o Hong Kong Morning Post. No final da década de 1920, exerceu diversos cargos em províncias sob o governo republicano da China, além de atuar como membro da Comissão de Assuntos dos Chineses no Exterior.
Não se sabe se Wong possuía a intenção de retornar à Austrália ou se manteve contato com sua esposa Cissie após sua partida. Existem poucos registros documentais sobre suas atividades a partir de 1931. Wong faleceu em 1948, em sua terra natal, Kaiping, aos setenta e poucos anos de idade.

## Posicionamentos políticos e religiosos
Wong foi filiado ao Guomindang e atuante na promoção da causa republicana junto à comunidade chinesa residente na Austrália. De orientação cristã, defendeu, por meio de O Veneno da Poligamia, a erradicação da religião popular, da poligamia e de outras práticas tradicionais. A obra também revela profundo domínio dos ensinamentos confucionistas.
Wong defendia, ademais, ideais feministas, manifestando-se favoravelmente à educação das mulheres e à conquista de seus direitos políticos. Em 1921, obteve autorização de Sun Yat-sen para isentar as mulheres do pagamento de taxas de filiação às seções australianas do Guomindang e para permitir a participação feminina nos comitês do partido.